# Kong Johans Bre
De Kong Johans Bre is een gletsjer op het eiland Edgeøya, dat deel uitmaakt van de Noorse eilandengroep Spitsbergen.
De gletsjer is vernoemd naar koning Johan van Saksen.

## Geografie
De gletsjer ligt in het zuidoosten van het eiland en is west-oost georiënteerd met een lengte van ongeveer tien kilometer. Hij komt vanaf de Edgeøyjøkulen en mondt in het oosten uit in de Barentszzee.
Op ongeveer zeven kilometer naar het zuidwesten ligt de gletsjer Pettersenbreen, op ongeveer tien kilometer naar het zuidwesten de Deltabreen, op ongeveer vijftien kilometer naar het noordwesten de Gandbreen en op ongeveer vijftien kilometer naar het noorden Stonebreen.